# Rog Sherab Ö
| Tibetische Bezeichnung                  |
| --------------------------------------- |
| Tibetische Schrift: རོག་ཤེས་རབ་འོད         |
| Wylie-Transliteration: rog shes rab 'od |
| Andere Schreibweisen: Rok Sherab O      |
| Chinesische Bezeichnung                 |
| Vereinfacht: 若•喜饶峨                  |
| Pinyin:Ruo Xirao E                      |

 Rog Sherab Ö  (tib. rog shes rab 'od; geb. 1166; gest. 1244) war ein Vertreter der Nyingma-Schule und Anhänger der Shiche (zhi byed)-Schule des tibetischen Buddhismus.
Seine Linie wird unter „Miscellaneous Lineages of the Zur and Kham Traditions“ (Verschiedene Linien der Sur- und Kham-Traditionen) in dem Buch The Nyingma School of Tibetan Buddhism beschrieben.

## Werke
Er ist Autor einer Studie zu verschiedenen Schulen des indischen und tibetischen Buddhismus, des grub mtha' so so'i bzhed tshul gzhung gsal bar ston pa chos 'byung grub mtha' chen po bstan pa'i sgron me.

## Ausgaben
- Rog-ban Shes-rab-'od, Grub-mtha' So-so'i Bzhed-tshul Gzhung Gsal-bar Ston-pa Chos-'byung Grub-mtha' Chen-po Bstan-pa'i Sgron-me, Tshul-khrims-'jam-dbyangs (Leh 1977)

### Nachschlagewerke
- Dan Martin, Yael Bentor (Hrsg.): Tibetan Histories: A Bibliography of Tibetan-Language Historical Works (London, Serindia 1997), ISBN 0906026431 (Nr. 40) - (Addenda et Corrigenda)